# ダイバーシティ (無線通信技術)

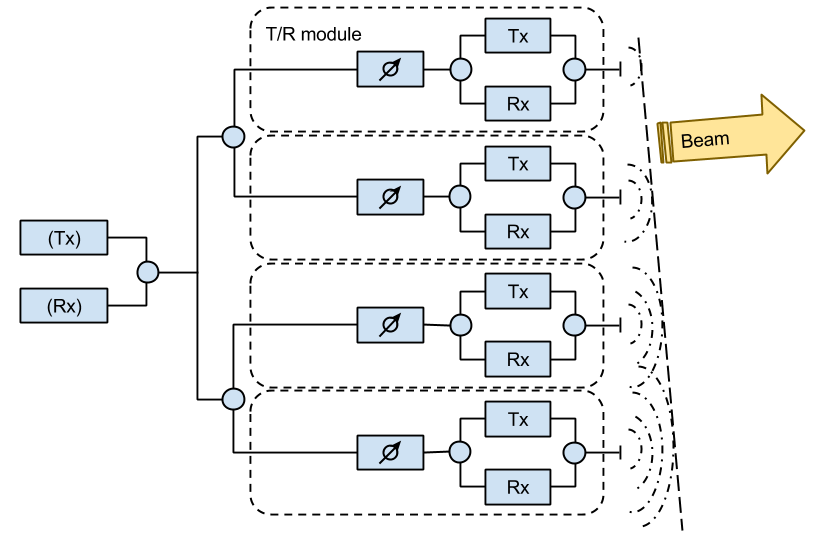
AESAアンテナの構成

無線通信におけるダイバーシティ（英語: Diversity, イギリス英語:/daɪˈvɜːsɪti/, アメリカ英語: /dɪˈvɝsəti/）とは、無線信号を2つ以上の複数のアンテナで受信することによって通信の質や信頼性の向上を図る技術のことである。具体的には、電波状況の優れたアンテナの信号を優先的に用いたり、複数のアンテナで受信した信号を合成してノイズを除去したりする。受信でなく送信に対して適用したものは送信ダイバーシティという。古い文献などでは「ダイバーシチ」と表記されている場合もある。
例えば大きなビルの側で携帯電話を使うと、直接届く電波と、ビルに反射して届く電波があり、2つの電波はわずかに到達時間に差が生じ（マルチパス）、2つの電波が干渉して通信の質が落ちる。このような干渉性フェージングには、ダイバーシティのうち特に空間ダイバーシティが効果的である。

## ダイバーシティの種類

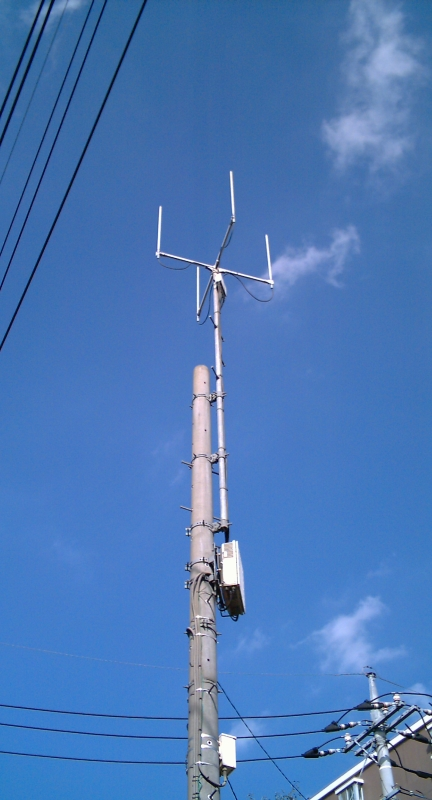
最大比合成方式の例（ウィルコム）

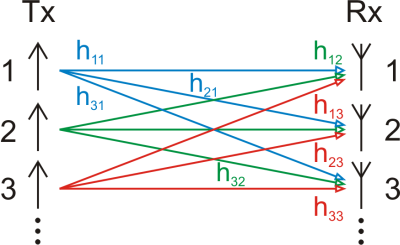
MIMO伝送路モデル

空間ダイバーシティ。
2本のアンテナが1/2波長以上離れていれば、それぞれのアンテナの受信状態の相関はないといわれている。
アンテナ選択方式
複数のアンテナを用意し、単に電波が強いほうのアンテナをスイッチで切り替える方式である。フェージング軽減が目的であり、電波そのものが強くなるわけではない。
最大比合成方式
複数のアンテナの間隔を適切に離して用意し、強い電波を拾ったアンテナ同士の位相を揃えて合成する方式である。上述のアンテナ選択方式が電波そのものを強くするわけでないのに対し、ゲインを得ることができる。
また、可変減衰器・位相器を用いて任意に指向性を変化させ（ビームステアリング）、ヌル点（不感点）を作り出し（ヌルステアリング）干渉軽減のために用いるのがアダプティブアレイアンテナ（ビームフォーミング）である。
さらに、複数の減衰器・位相器系を用いて、空間的に離れた複数のビームを形成（マルチビーム）することにより、同一時刻・同一周波数で多重通信を行うことができる。これが空間分割多元接続（SDMA）に応用される。

偏波ダイバーシティ
偏波面が互いに90度異なるアンテナを用意し、受信信号を合成するか、電波が強いほうの偏波に切り替える方式である。偏波は反射や回折により変動するため、送信波と異なった偏波で受信したほうが良いことがある。また、携帯電話機のようにアンテナの角度そのものが実際に変動する場合にも有効である。
さらに、複数の偏波のアンテナによりアダプティブアレイアンテナを構成し、反射波や回折波（交差偏波成分を含む）を抑圧し、直接波（送信時の偏波と同一）への干渉を軽減する。
角度ダイバーシティ
複数の指向性を持つアンテナを、別々の角度で設置して、受信信号を合成するか、受信出力が大きいアンテナに切り替えて受信する方式。
マルチパスダイバーシティ
アダプティブアレイアンテナのビーム・ヌル点形成をマルチパスに対して行うと、マルチパスダイバーシティとなる。すなわち、マルチパス数分の素子を用意することにより、干渉波を除去すれば選択性フェージング対策となる。なお、マルチパスに対してビーム・ヌル点形成を行うにはLMS（Least Mean Square）アダプティブアレイアンテナが必要。
逆に、送信側・受信側共に複数のマルチパスに対して同一のビーム・ヌル点形成を行えば、マルチパスを多重化に用いることができる。これをMIMOに応用する。
サイトダイバーシティ
複数の送信局から同時送信した電波を受信側で合成する方式である。
周波数ダイバーシティ
異なる周波数ではフェージングピッチも異なるため、1本のアンテナでダイバーシティ効果を得ることができるが、2倍の周波数を占有する。ただしデジタル変調の場合は元のデータレートを半分にすることにより占有周波数を同等にできる。
時間ダイバーシティ
移動している場合、フェージングの状態が時々刻々と変わるため、時間をずらして同じ内容を送信することで、1本のアンテナでダイバーシティ効果を得ることができるが、受信完了までに2倍の時間がかかる。また、TDMAの場合は2倍のスロットを占有することになるが、デジタル変調では元のデータレートを半分にすることにより占有時間数を同等にできる。
送信ダイバーシティ
受信時に選んだアンテナを送信に使う方式である。送受信の周波数が同じであること、移動速度が遅いことが適用の条件になる。TDMA/TDDやTD-CDMA方式などで採用される。
再送ダイバーシティ

## 応用
フェージングによる影響を強く受けやすい移動体通信全般に広く用いられる。

### 携帯電話・PHSの基地局
ダイバーシティは、ほとんどの携帯電話やPHSの基地局に用いられる。特にPHS基地局では、小出力のものも含めてそのほとんどはアンテナを複数本使用したダイバーシティ方式である。

### 携帯電話・PHSの移動局
携帯電話やPHSの移動局（端末）においては、アンテナを2系統以上有し、電波状況の優れたほうのアンテナを優先的に利用し、通話の安定性を高めるために広く採用される。
2本のアンテナが1/2波長以上離れていれば、それぞれのアンテナの受信状態の相関はないといわれている。ところで、NTTドコモの携帯電話「mova」が使っている800MHz帯の場合、1/2波長は18cm程度となり上述の条件を満たさないが、実際は地板の不完全さにより、相関は低くなることが報告されている。
携帯電話やPHSのアンテナは、端末筐体外部から見えるものは通常1本だが（ただし、全て外部から見えない内蔵アンテナを複数持つ場合も近年は多い）、本体内部に複数のサブアンテナが入っているものもある。
例えば、NTTドコモの携帯電話「mova」では本体に2系統のアンテナを有している。CDMA技術を使った携帯電話ではレイク受信により、ダイバーシティと同等の効果が得られるため、アンテナは1系統でよい。

### その他
- ラジオコントロールカーの分野でも、ダイバーシティアンテナの使用が始まっている。
  - 双葉電子工業からダイバーシティを使った受信機が発売されている（R603FS,R604FS,R604FS-E）。
- カーオーディオではFM放送受信時のマルチパスノイズを低減し、電波状況の良いアンテナに切り替えて受信するために採用される。また車載テレビではノイズやゴースト障害の発生を抑え、安定した音声と映像を得るためダイバーシティアンテナを採用する機種が多い。